# Gianfranco Marzolla
Gianfranco Marzolla (Porto Viro, Italia, 28 de octubre de 1937) fue un gimnasta artístico italiano medallista de bronce olímpico en Roma 1960 en el concurso por equipos.

## Carrera deportiva
En los JJ. OO. de Roma 1960 ganó el bronce en el concurso por equipos, quedando situados en el podio tras los japoneses (oro) y los soviéticos (plata), y siendo los otros componentes del equipo italiano: Giovanni Carminucci, Pasquale Carminucci, Franco Menichelli, Orlando Polmonari y Angelo Vicardi.